# Chrysler Pacifica (2003)
Chrysler Pacifica – samochód osobowy typu crossover klasy wyższej produkowany pod amerykańską marką Chrysler w latach 2003 – 2007.

## Historia i opis modelu

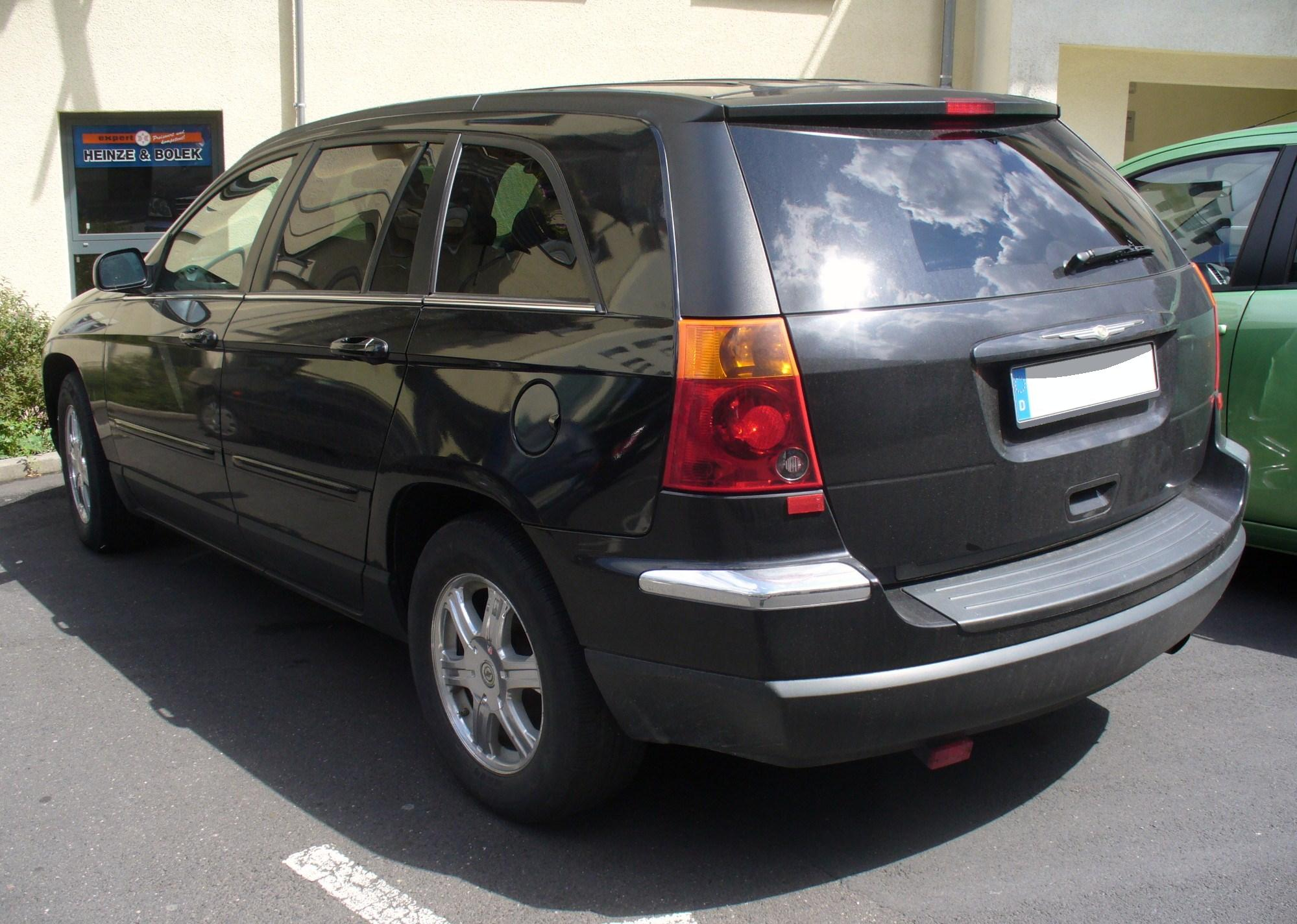
Chrysler Pacifica - tył

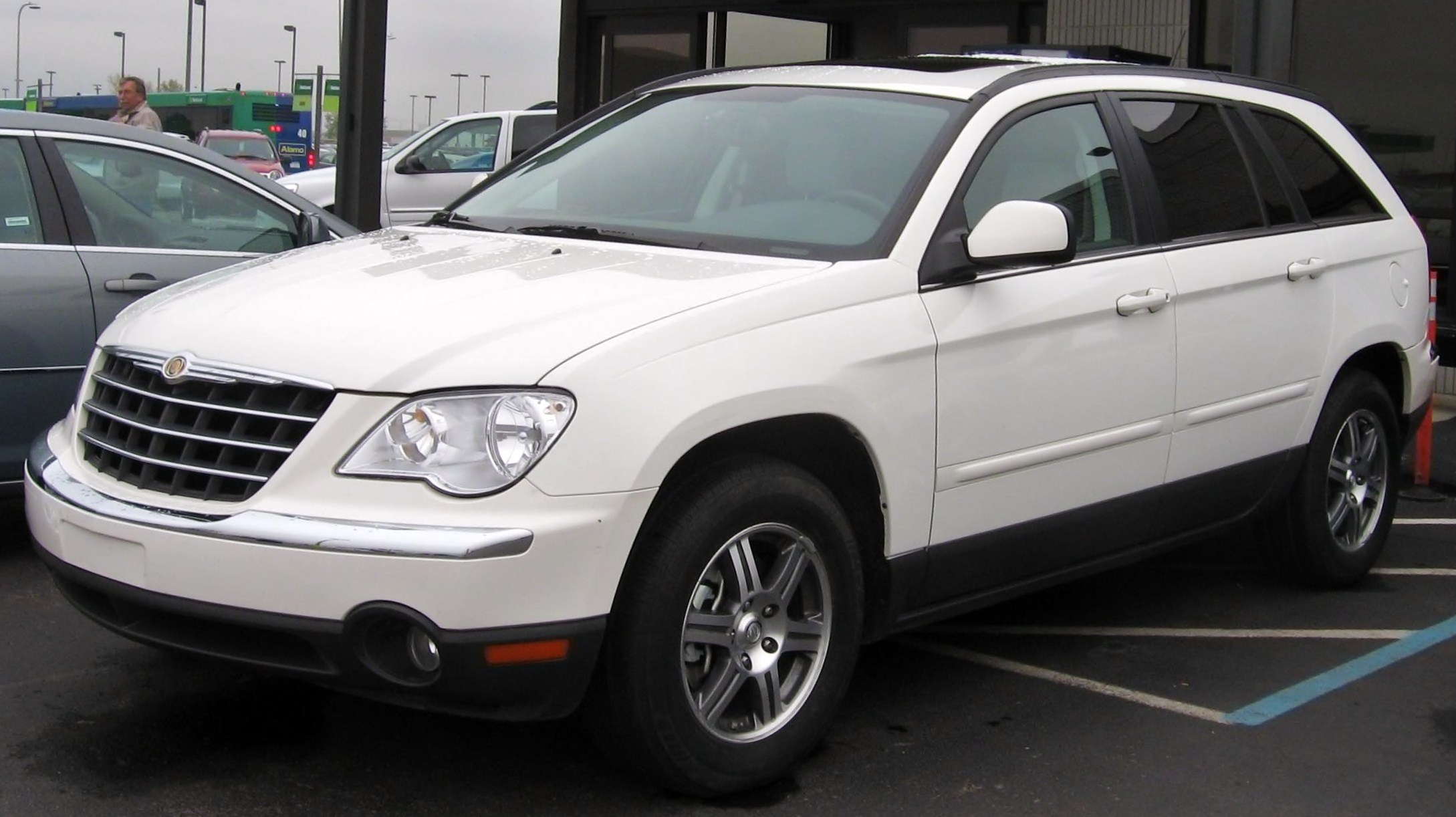
Chrysler Pacifica po liftingu

W styczniu 2003 roku Chrysler zaprezentował nowy model Pacifica, będący pierwszym crossoverem w historii marki. Samochód powstał na płycie podłogowej Chrysler CS platform, która była z kolei zmodyfikowaną architekturą Chrysler RS platform pochodzącą z vana Voyager. Chrysler Pacifica łączył cechy minivan oraz SUV-a, wyróżniając się podwyższonym prześwitem, dużą kabiną pasażera i opcjonalnym trzecim rzędem siedzeń.
W wyglądzie zewnętrznym Pacifica wyróżnia się obniżonym dachem w przedniej części i wznoszącą się boczną linią okien. Oba te rozwiązania optycznie wydłużają i obniżają sylwetkę pojazdu. Innym charakterystycznym elementem były plastikowe nakładki na nadkola, a także duża chromowana atrapa chłodnicy i wysoko poprowadzona linia szyb. 
Chrysler Pacifica był dostępny w dwóch wariantach napędowych – z napędem na oś przednią lub dołączanym napędem na 4 koła AWD. Innym rozwiązaniem był również układ samopoziomowania tylnych amortyzatorów. 

### Lifting
W 2007 roku Chrysler zaprezentował Pacifikę po gruntownej modernizacji. W jej ramach samochód zyskał zmodyfikowany kształt atrapy chłodnicy, zmodernizowany wygląd zderzaków oraz nowe, zaokrąglone reflektory z jaśniejszymi wkładami. Pod tą postacią produkcja samochodu trwała do listopada 2007 roku, kiedy to producent zakończył produkcję Pacifiki na rzecz nowego, większego Chryslera Town & Country.

### Import
Choć oficjalnie Chrysler Pacifica był dostępny w sprzedaży tylko na rynku Ameryki Północnej, to samochód zyskał dużą popularność na rynku wtórnym także w Europie, włącznie w Polsce, dzięki prywatnemu importowi głównie z rynku amerykańskiego.

### Wersje wyposażenia
- Base
- Touring
- Limited

### Dane techniczne
| V6 3.5 | V6 3,5 l (3518 cm³), SOHC | wtrysk | 96,00 mm × 81,00 mm | 10,0:1 | 253 KM (186 kW) przy 6400 obr./min | 339 N•m przy 3950 obr./min |
| V6 3.8 | V6 3,8 l (3778 cm³), SOHC | wtrysk | 96,00 mm × 87,00 mm | 9,7:1  | 203 KM (149 kW) przy 5000 obr./min | 318 N•m przy 4000 obr./min |
| V6 3.8 | V6 3,8 l (3778 cm³), SOHC | wtrysk | 96,00 mm × 87,00 mm | 9,6:1  | 213 KM (157 kW) przy 5000 obr./min | 325 N•m przy 4000 obr./min |
| V6 4.0 | V6 4,0 l (3952 cm³), SOHC | wtrysk | 96,00 mm × 91,00 mm | 10,2:1 | 257 KM (189 kW) przy 6000 obr./min | 355 N•m przy 4200 obr./min |